# 可採年数
可採年数（かさいねんすう、Reserves-to-production ratio, RPR, R/P）とは、枯渇性資源の残余量を時間で表したものである。可採年数はあらゆる天然資源で計算可能であるが、化石燃料、特に石油と天然ガスで計算されることが多い。分子は埋蔵量 (reserve) のRであり、ある地域における可採埋蔵量 (proven reserve) すなわち経済的に掘り出すことが可能な資源の量である。分母は1年間の生産量 (production) のPである。
※ 可採年数 = 可採埋蔵量 / 年間生産量
可採年数は、企業や政府機関が将来的な資源利用可能性を予測し、プロジェクトの寿命、収益予測、雇用等を判断し、資源を継続的に供給するためにさらなる資源探査が必要であるかどうかを決定するための判断材料として使われる。資源の年間生産量は、通常非常に正確な数字が計算できる。しかし、埋蔵量予測の正確性については、必要な情報が得られるかどうかや、埋蔵量を評価するための方法によって、ばらつきがある。
可採年数の単純な解釈によって、「石油がもうすぐなくなる」といったような誤った予測が、石油産業初期の1800年代から多くなされてきた。特にアメリカ合衆国では、1920年から可採年数が8年から17年の間で推移していたため、そのような誤った予測が多くなされた。多くの人は、この計算結果を「石油の供給がなくなるまでの年数」であると誤って解釈をした。そのような解析は、将来における埋蔵量の増加を考慮に入れていない。

## 重要性と解釈

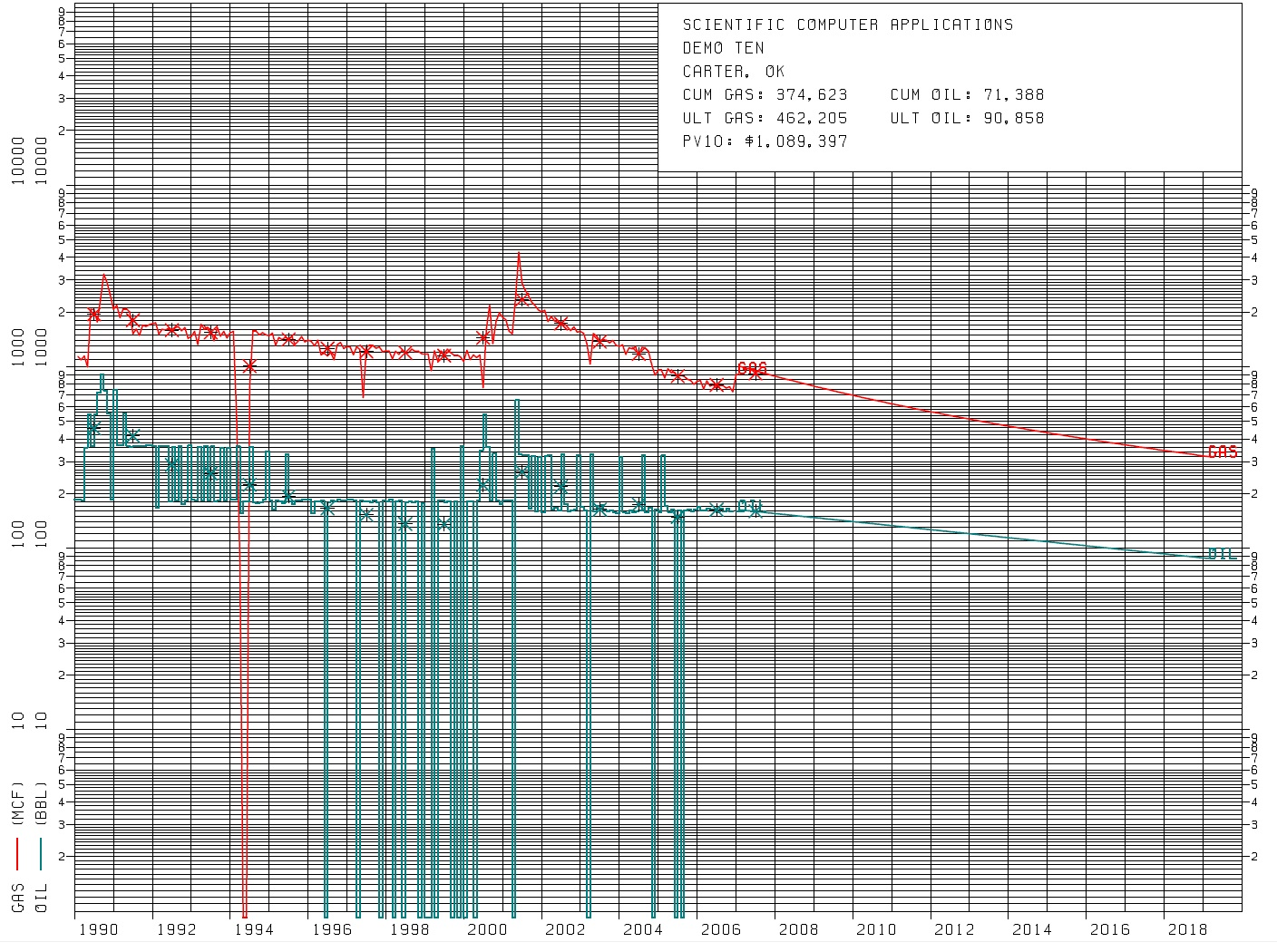
減衰曲線解析ソフトによって作成された、石油とガスの将来予測のための減衰曲線。赤はガス、緑は石油の減衰曲線。縦軸は減衰速度で、売り上げがゼロの月はゼロとなっている。

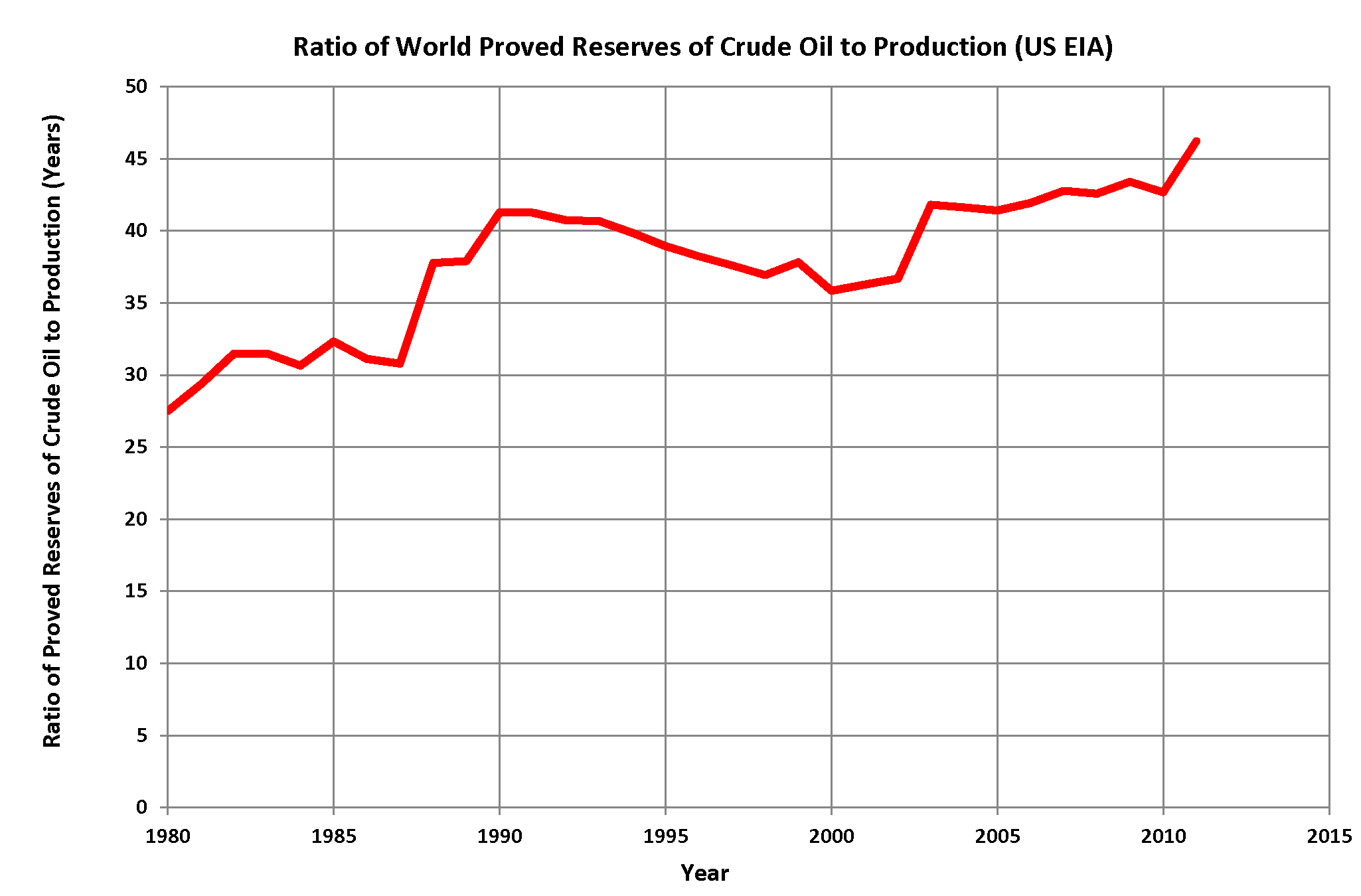
1980年から2011年までの原油の可採年数の変化（アメリカエネルギー情報局）

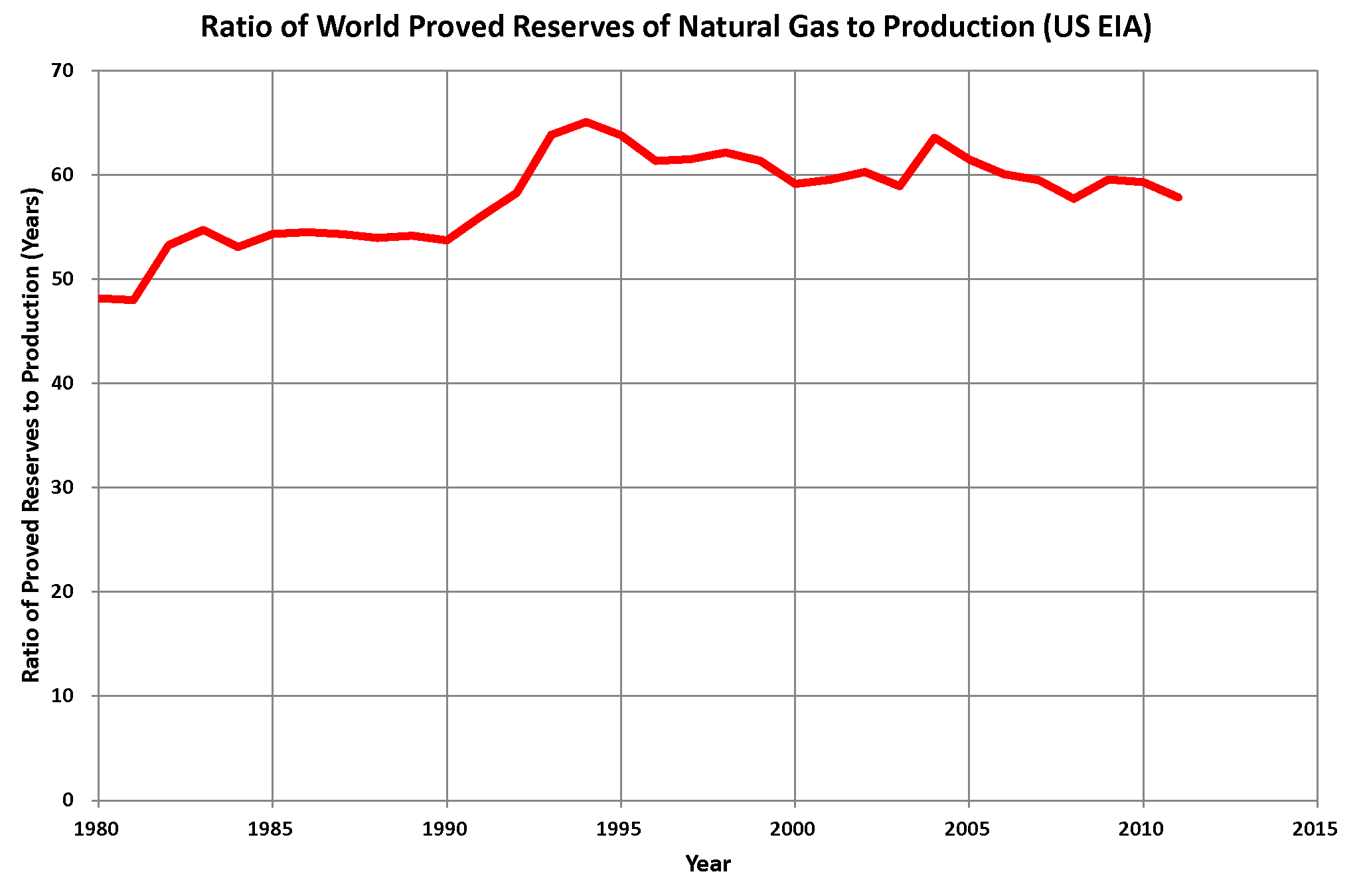
1980年から2011年までの天然ガスの可採年数の変化（アメリカエネルギー情報局）

可採年数は石油とガスの産業で使われる指標の中でも、最も多く引用されている重要な指標である。企業にとっては、10年間は企業価値をある程度一定に保ちたいと考えるのであれば、経営戦略的に重要な意味を持つ。可採年数があまりにも短いときには、その資源に頼っている企業は存続が危ぶまれる。国や地域にとって、資源の可採年数があまりにも短いときには、その資源に頼りすぎるのが危険であることの警告となる。世界的には、石油の可採年数は北海の8年から中東の80年までばらついている。前者は生産量が急激に減少している典型的な地域であり、後者は当面の間は石油を生産し続ける地域である。
可採年数は一般の人たちに誤解されやすい数字である。ある地域の可採年数が40年であるからといって、その地域で40年間生産を続け、突然資源がなくなって生産量がゼロとなるこというようなことにはならない。一般的には、資源の生産量は増加を続け、最大生産量に到達してから一定の生産量を保ち、それから生産量が減少する段階に入る。理論的には、ロジスティック関数の微分であるハバートモデル (Hubbert curve) によって、より正確に表現される。
可採年数は年間生産量に反比例し、年間生産量は地質条件に依存する。たとえば、亀裂が多くて透水性が高い水押し型の油田は、年間生産量が多くなるため、可採年数が6年程度しかないかもしれない。その逆に、透水性が低い油田では、可採年数は50年から100年にもなる。政府の政策によって生産量を制限して可採年数を増やし、資源の寿命を延ばすこともある。一方で、企業が油層に水やガスを注入することで生産量を増やし、可採年数を減らすこともある。すなわち、生産量を増やすことは、油田の寿命を短くすることになる。可採年数は資源開発の段階に大きく依存する。通常は、開発初期には可採年数は長く、最大生産量に達するまでの間、可採年数は急激に減少する。生産量が減少すると、可採年数はしばらくの間減少し続けるか一定になり、生産量が低下すると可採年数が増加することもある
。
新しい発見や、技術の変化、経済の変化によって、可採年数は短い間に大きく変化することがある。また、評価を誤ることにより、不正確かつ誤解を生む結果をもたらすこともある。埋蔵量の予測は、楽観的であるか悲観的であるかによっても影響を受ける。また、埋蔵量は「経済的に」「現在の条件で」掘り出すことのできる資源である。埋蔵量は政策の変化や計算のごまかしによっても変化する。資源消費量は一定ではなく、多くの場合は人口増加や経済的に豊かになることで増加する。可採年数の計算における分子と分母がいずれも一定ではないということは、資源の残余年数を過大評価あるいは過小評価していることを意味している。

## 化石燃料の可採年数

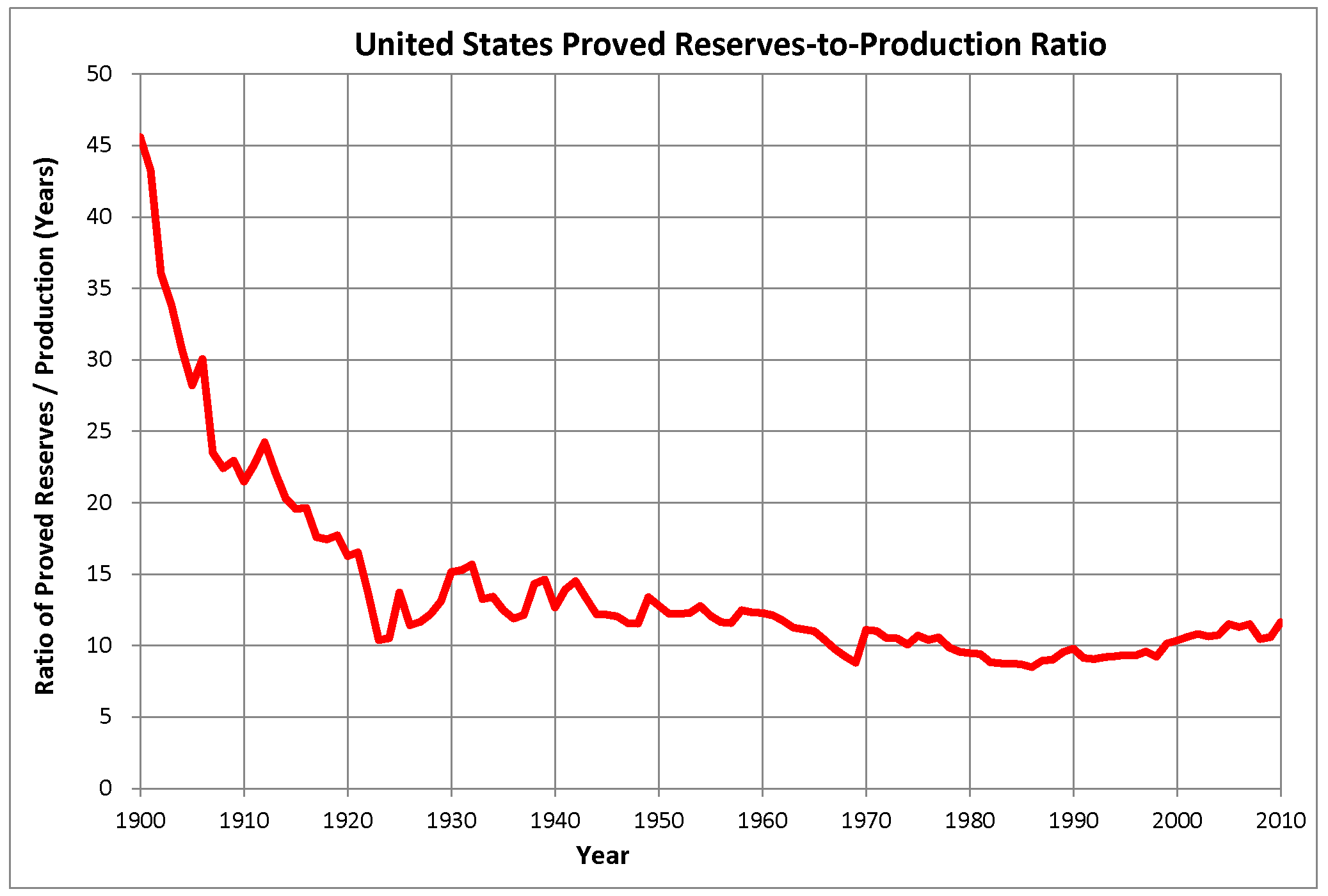
アメリカ合衆国の石油可採年数

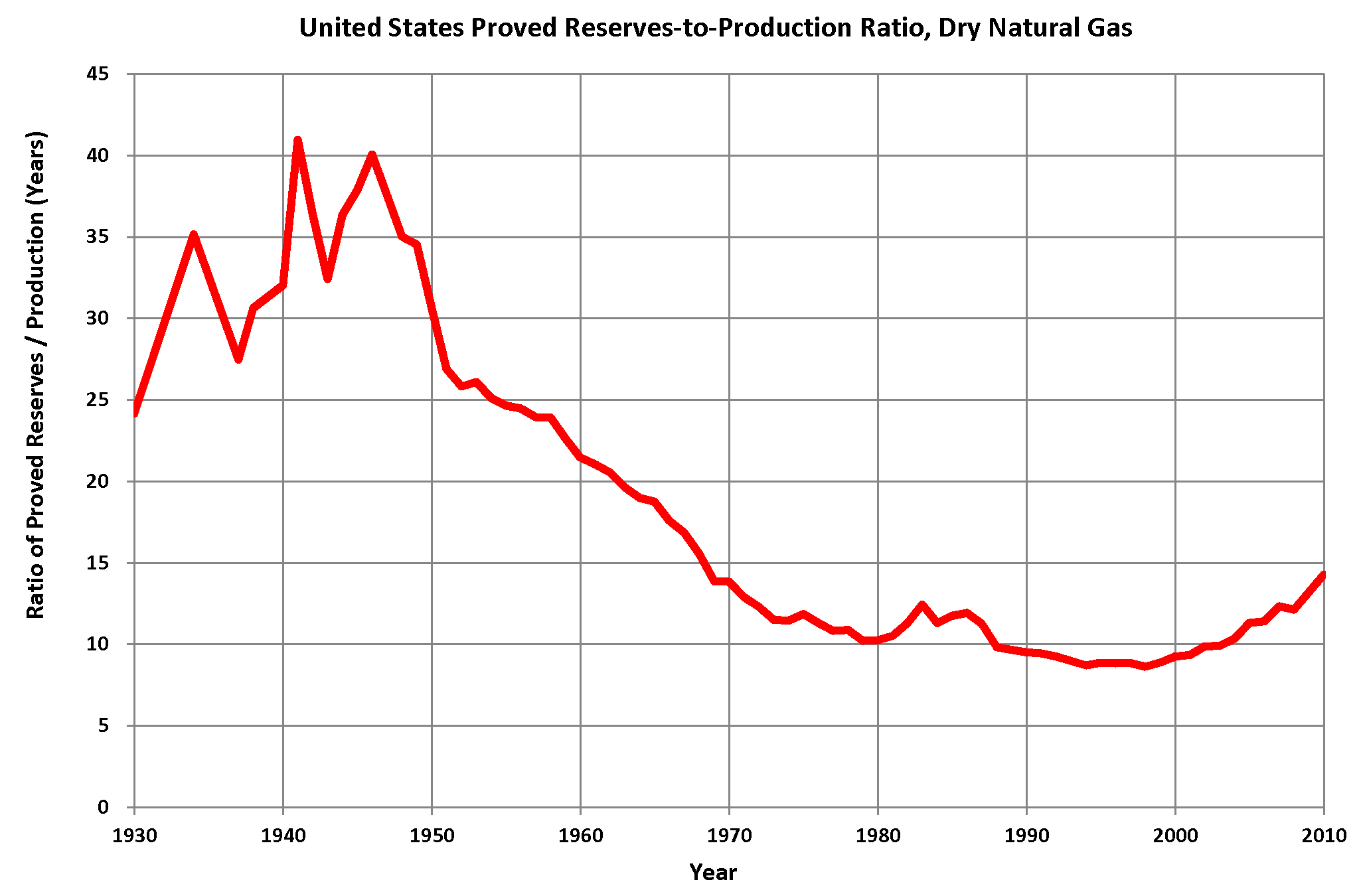
アメリカ合衆国の乾性天然ガス可採年数（アメリカエネルギー情報局のデータ）

可採年数は国別あるいは世界全体で、特定の資源に対して計算される。石油、石炭、天然ガスは、現代の世界において最も重要なエネルギー資源である。これらの資源は地球上で均一に分布していないため、国によって埋蔵量が違う。資源が埋蔵されている場所の数は不確実であり、可採年数の予測には大きな幅がある。以下の表は、BP統計による2015年の値である。
| 燃料     | 単位           | 可採埋蔵量 | 年間生産量 | 可採年数 |
| -------- | -------------- | ---------- | ---------- | -------- |
| 石油     | 10億トン       | 240        | 5          | 51       |
| 石炭     | 10億トン       | 890        | 8          | 114      |
| 天然ガス | 兆立方メートル | 190        | 4          | 53       |